# Йонню
Йонню (кор. 영류, 榮留, Yeongnyu, Yŏngnyu; пом. 642) — корейський ван, двадцять сьомий правитель держави Когурьо періоду Трьох держав. У китайських джерелах відомий як Гян-ву.

## Життєпис
Походив з Пхеньянської лінії правлячої династії. Другий син Пхьонвона, правителя Когурьо. При народженні отримав ім'я Сон (성 成). У 610-х роках оголошений спадкоємцем трону, змінивши ім'я на Коконму (고건무).
618 року після смерті старшого брата Йонянхо успадкував трон. Взяв курс на дотримання миру із сусідами. Уклав мирний договір з новою китайською династією Тан. У 622 році між ними відбувся обмін полоненими.
624 року танське посольство представило при дворі Йонню принципи даосизму. У відповідь той відправив молодих людей вивчати даосизм і буддизм при дворі Тан. У 626 році за посередництва танських дипломатів замирився з Пекче і Сіллою. У 628 році поновилася війна проти Сілли, війська якої захопили когурьоську фортецю Нанбі.
631 року з посиленням імперії Тан стосунки з нею погіршилися. Правитель Когурьо вимушений був відновити оборонні укріплення на кордоні (були завершені у 646 році). У 638 році намагався відвоювати втрачені території, але зазнав поразки від Сілли.
Втім надалі Йонню все більше піддавався дипломатичному тиску з боку Тан, що викликало невдоволення. Разом з тим когурьоський правитель намагався зміцнити владу в середині держави, обмеживши вплив знаті та вищих військовиків. 642 року номінально визнав зверхність Тан, що призвело до відкритої змови проти Йонню. Останній намагався приборкати заколотників на чолі з Йон Кесомуном, проте зазнав невдачі й загинув в Чангані. Кесомун поставив на трон Когурьо молодшого брата загиблого Поджана в обхід 2 синів Йонню.